# Zhanghengite
La zhanghengite è una lega di rame e zinco naturale. Il minerale è stato descritto nel 1986 in base ad una scoperta avvenuta in un meteorite caduto il 20 ottobre 1977 nella contea di Boxian nella provincia di Anhui in Cina. Il minerale è stato dedicato a Zhang Heng, matematico e astronomo cinese.

## Morfologia
La zhanghengite è stata rinvenuta in forma granulare, grani irregolari e tabulari ed aggregati dendritici, la dimensione dei granuli varia fra 0,13 mm a 0,35 mm.
Cubico.

## Origine e giacitura
La zhanghengite è stata rinvenuta all'interno di un meteorite che precipitò il 20 ottobre 1977 nella contea cinese di Bozhou associata con olivina, ortopirosseno, clinopirosseno, plagioclasio, ortoclasio, whitlockite, quarzo, biotite, dolomite, calcite, corindone, troilite, kamacite, taenite, cromite, ilmenite, magnesioferrite, pentlandite, grafite, wüstite e rame nativo.